# Schim’on Schitrit

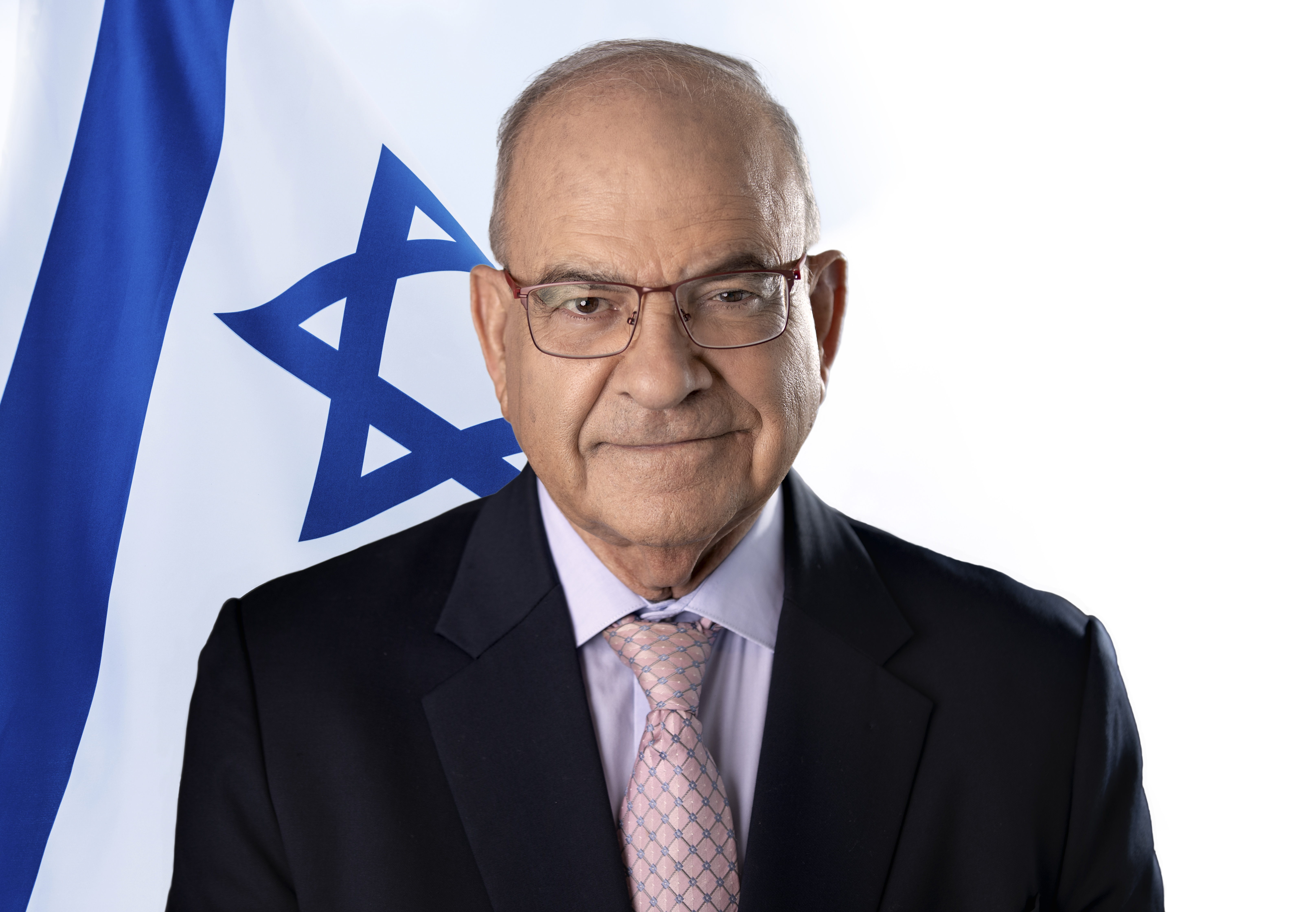
Schim’on Schitrit

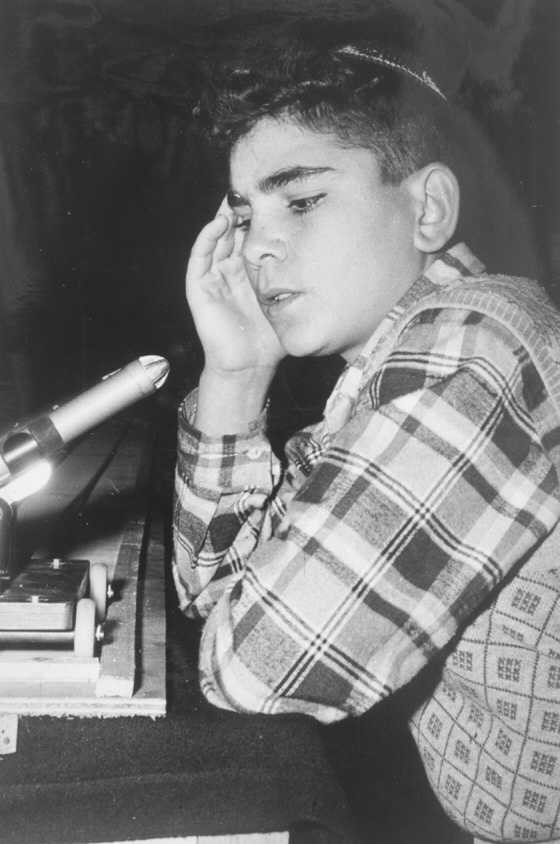
Schim’on Schitrit 1959 (als Gewinner des Internationalen Bibelquiz)

Schim’on Schitrit (hebräisch שמעון שטרית‎, * 1. März 1946 in Erfoud, Französisch-Nordafrika, heutiges Marokko) ist ein ehemaliger israelischer Politiker, der von 1992 bis 1996 verschiedene Ministerposten innehatte.

## Leben und Wirken
Er zog mit seiner Familie im Jahre 1949 nach Israel, wo er Rechtswissenschaften an der Hebräischen Universität Jerusalem studierte und den Bachelor of Laws und Master of Laws erwarb. Anschließend ging er zur University of Chicago und erwarb dort den Doctor of Laws.
Im Jahr 1988 wurde er Knessetabgeordneter der HaMa’arach. Im Jahre 1992 wurde er wiedergewählt (zwischenzeitlich war aus der HaMa’arach die Awoda geworden). Schitrit wurde Economic Strategy Minister of Israel und Wissenschafts- und Technologieminister. Im Juni 1993 wurde Shulamit Aloni Wissenschafts- und Technologieminister, Schitrit erhielt darauf im Februar 1992 den Ministerposten für das Ministerium für Dienstleistungen zur Religionsausübung. Als Shimon Peres von der Awoda nach der Ermordung von Yitzhak Rabin am 22. November 1995 eine neue Regierung  bildete, erhielt Schitrit erneut den Ministerposten für das Ministerium für Dienstleistungen zur Religionsausübung, verlor jedoch seinen Ministerposten als israelischer Wirtschaftsstrategie-Minister (Economic Strategy Minister of Israel).
Bei den Wahlen in Israel am 29. Mai 1996 verlor er sein Mandat und seinen Ministerposten.